# ボーン・アイデンティティー
『ボーン・アイデンティティー』（The Bourne Identity）は、2002年のアメリカ合衆国のサスペンス・アクション映画。監督はダグ・リーマン、出演はマット・デイモン、フランカ・ポテンテなど。原作はロバート・ラドラムの1980年のベストセラーのスパイスリラー同名小説『暗殺者』（The Bourne Identity）。記憶を失った男ジェイソン・ボーンが何者かに追われながら自分が何者なのかを探る。『ボーン』シリーズの第一作で、続編は『ボーン・スプレマシー』、『ボーン・アルティメイタム』、『ボーン・レガシー』、『ジェイソン・ボーン』。
北アメリカでは2002年6月6日にプレミア上映されたのち、6月14日に2638館で公開され、週末興行成績で初登場2位になり、トップ10内に5週間いた。日本では2003年1月25日に日劇3系列ほかで公開され、同日公開の『ハリー・ポッターと秘密の部屋』を抑え週末興行成績（全国9大都市集計）では初登場から2週連続で1位となった。2003年度の全米ビデオレンタルでレンタル数1位獲得。

## ストーリー
銃で撃たれて負傷した男がマルセイユ沖で漁船に救助される。船医に手当された男は記憶を失っており、手がかりは皮膚の下に埋め込まれていたスイス・チューリッヒの銀行の貸金庫番号を記したマイクロカプセルのみ。男は複数の言語を操り、海図の判読やロープワークまでこなせたが、自らの名前を含めた過去を思い出すことだけはできなかった。
回復した男は漁船が帰港した港で船を下り、スイスに行く。深夜の公園で野宿していると巡回中の警察官にとがめられるが、体がひとりでに反応して警察官たちを制圧してしまう。翌朝、銀行を訪れて貸金庫を開けると、その中身はパリ在住の「ジェイソン・ボーン」という名前が記されたアメリカ合衆国パスポートをはじめとして、彼の写真が使われているが様々な変名が記された多数の偽造パスポート、複数の通貨からなる大量の札束、そして拳銃だった。その男ジェイソン・ボーンは拳銃以外を持ち去る。ボーンが去った後、銀行の従業員はCIAのトレッドストーン作戦本部に連絡し、責任者コンクリンは地元警察に通報するとともに、3人の諜報員カステル、マンハイム、"教授"にボーン殺害を命じる。
CIA副長官アボットは、アフリカの亡命独裁者ウォンボシの暗殺未遂についてコンクリンに連絡し、コンクリンは暗殺に失敗したエージェントを始末すると約束する。ボーンは警察の目を逃れてアメリカ領事館に入るが、警備の海兵隊員に追われたため、その場にたまたま居合わせたドイツ人女性に札束を渡して自分のパスポートで現住所とされていたパリまで車で連れていってくれと頼み、その女性マリー・クロイツは承諾する。
パリに着いたボーンは現住所とされていたホテルに連絡を取るが、彼のフランス版パスポートに記されていた氏名ジョン・マイケル・ケインは2週間前に死亡したと言われる。ボーンとマリーが泊まっていたアパートをカステルが襲撃して格闘になり、ボーンに逆転されたカステルは窓から身を投げて死んでしまう。マリーの車で警察から逃れた2人は、パリのホテルで一夜を過ごす。
一方、ウォンボシはパリの死体安置所にジョン・マイケル・ケインの死体を確認しに訪れ、それが偽物であることを見破ったため、コンクリンは教授に命じてウォンボシを暗殺する。ボーンは自分がケインを名乗って、ウォンボシのヨットに警備装置を付ける仕事に関係していたことを知る。パリ警察に追われたボーンとマリーは、マリーの友人イーモンとその子供たちが住むフランスの田舎の家に避難する。
アボットから対処を迫られたコンクリンは、ボーンの居場所を突き止め、教授を殺しに行かせる。教授は迎撃したボーンに瀕死の重傷を負わされ、死ぬ前にトレッドストーン作戦とのつながりを明かす。ボーンはマリーとイーモン親子に身を隠すように言い含め、コンクリンに連絡して、パリのポン・ヌフに一人で来いと告げる。しかし監視網が張られていることを予期しており、現れたコンクリンには会わずに彼らの車に追跡装置を仕掛け、CIAパリ支部の隠れ家までたどり着く。ボーンは侵入し、コンクリンとパリ支部員のニッキー・パーソンズに銃を突きつけ、自分が何者かを訊き出す。コンクリンはボーンがウォンボシ暗殺工作に失敗したエージェントであることを告げ、ボーンはその時のことを思い出す。当時ボーンはウォンボシを殺す寸前まで行ったが、彼の子どもたちがいたために殺害をためらい、護衛達に発見され、逃走しようとして背中を撃たれて海に落ちたのだった。
ボーンはトレッドストーンを辞めると宣言し、コンクリンに自分を追わないように警告して去る。その直後にコンクリンはアボットの命で現れたマンハイムに殺される。その後、アボットは政府の委員会でトレッドストーン作戦を終了したことを報告し、それに代えて新たに「黒バラ（ブラックブライアー）作戦」に移行すると述べる。しばらくして、ボーンはミコノス島で観光客にスクーターを貸し出しているマリーを見つけ、2人は再会を喜び合う。

## 登場人物
ジェイソン・ボーン
演 - マット・デイモン
記憶喪失の男。海を漂流していたところをジャンカルロに救出された。数か国語を喋れる高い知能と戦闘能力を持つ。体には銃創が残されており、臀部にはスイスの銀行口座を刻んだ特殊なカプセルが埋め込まれている。
マリー・クルーツ
演 - フランカ・ポテンテ
たまたま近くにいたというだけでジェイソンと関わった女性。26歳。ジェイソンをパリに送り届けることとなるが徐々に惹かれていく。
アレクサンダー・コンクリン
演 - クリス・クーパー
アボットの部下。CIAの幹部で極秘作戦である「トレッドストーン」の現場責任者。ジェイソンの行方を追っている。ニクワナの殺害容疑をジェイソンに被せる。
ワード・アボット
演 - ブライアン・コックス
CIA副長官。極秘で進められているトレッドストーン作戦の責任者。
ニクワナ・ワンボージィ
演 - アドウェール・アキノエ＝アグバエ
アフリカの某国の元独裁者。現在は亡命しているが何者かに狙撃されて殺害される。
教授
演 - クライヴ・オーウェン
CIAの暗殺者。普段は家庭教師として潜伏している。コンクリンから指令を受けた。
ニコレット"ニッキー"・パーソンズ
演 - ジュリア・スタイルズ
パリ駐在のCIA職員。「トレッドストーン」の担当。
ダニー・ゾーン
演 - ガブリエル・マン
コンクリンの部下。作戦の状況報告や調査を行っている。しかし次第にアボットに従う。
ジャンカルロ
演 - オルソ・マリア・グェリニ
イタリアの漁船の船医。
イーモン
演 - ティム・ダットン
マリーの友人で元恋人。
マーシャル
演 - デビッド・セルバーグ
CIAの次官。

## キャスト
| 役名                             | 俳優                             | 日本語吹替 | 日本語吹替   |
| 役名                             | 俳優                             | ソフト版   | フジテレビ版 |
| -------------------------------- | -------------------------------- | ---------- | ------------ |
| ジェイソン・ボーン               | マット・デイモン                 | 平田広明   | 三木眞一郎   |
| マリー・クルーツ                 | フランカ・ポテンテ               | 湯屋敦子   | 魏涼子       |
| アレクサンダー・コンクリン       | クリス・クーパー                 | 菅生隆之   | 堀勝之祐     |
| ワード・アボット                 | ブライアン・コックス             | 糸博       | 富田耕生     |
| ニクワナ・ワンボージィ           | アドウェール・アキノエ＝アグバエ | 藤本譲     | 谷口節       |
| "教授"                           | クライヴ・オーウェン             | 楠大典     | 江原正士     |
| ニコレット"ニッキー"・パーソンズ | ジュリア・スタイルズ             | 沢海陽子   | 百々麻子     |
| ダニー・ゾーン                   | ガブリエル・マン                 | 宮本充     | 川島得愛     |
| ジャンカルロ                     | オルソ・マリア・グェリニ         | 福田信昭   | 宝亀克寿     |
| イーモン                         | ティム・ダットン                 | 相沢まさき | 星野充昭     |
| マーシャル                       | デビッド・セルバーグ             | 西村知道   | 稲葉実       |
| アラン                           | ハリー・ギルバート               | 伊藤亜矢子 |              |
| クラウディア                     | ケイティー・サイン               | 小暮英麻   |              |
| リサーチ#1                       | ウォルトン・ゴギンズ             | 伊藤健太郎 | 斉藤次郎     |
| リサーチ#2                       | ジョシュ・ハミルトン             | 後藤敦     | 白熊寛嗣     |
| 遺体安置所の所長                 | ヒューバート・セイント・マカリー |            | 牛山茂       |
| 遺体安置所の係員                 | フィリップ・デュラン             |            | 丸山壮史     |
| 領事館員                         |                                  | 伊藤和晃   |              |
| 受付#1                           |                                  | 重松朋     | 木下紗華     |
| コム#1                           |                                  | 下山吉光   |              |

- ソフト版

日本語版制作スタッフ：演出：神尾千春、翻訳：栗林とみ子、制作：ACクリエイト
- フジテレビ版：初回放送2006年7月8日『土曜プレミアム』

日本語版制作スタッフ：演出：高橋剛、翻訳：栗林とみ子、制作：ブロードメディア・スタジオ
その他：志村和幸、樋口あかり、谷昌樹、石住昭彦、魚建、幸田夏穂、すずき紀子、奥田啓人、最上嗣生
ソフト版で原語版の音声を流用しているフランス語などのセリフも日本語で吹き替えている。また、ソフト版では字幕のみである各エージェントへのメールの内容を音声で読み上げている。

## 製作

### 企画
監督のダグ・リーマンは、高校時代にロバート・ラドラムの原作を読んで以来、そのファンだった。ライマンは『スウィンガーズ』の製作終了間際に本作の映画化を決意する。ワーナー・ブラザースから2年以上かけて原作の権利を確保し、さらに脚本家トニー・ギルロイと1年間脚本執筆を行った後、2年間の製作期間を経て映画は完成した。ユニバーサル・ピクチャーズは新しい映画シリーズにすべくラドラムの原作の映画化権を獲得した。1999年には脚本を洗練するためにウィリアム・ブレイク・ヘロンが加わっている。
リーマンが特にインスピレーションを受けたのは、父アーサーがイラン・コントラ事件の捜査に関わった際の回想録からである。アレクサンダー・コンクリンという人物の多くの側面は、オリバー・ノースに関する父親の回想に基づくものである。リーマンは、小説の内容を近代化し、米国の外交政策に関する自分の信念に合わせるために、原作の柱となる部分以外の多くを捨てたことを認めている。しかし、リーマンは自分の政治的見解を「観客の喉」に詰めないように注意したという。本作の公開が9.11の同時多発テロの後になったことで、陳腐化したり全体的な評価が下がる懸念が当初はあったが、その懸念は杞憂であった。

### キャスティング
リーマンは、『スパイ・ゲーム』に出演するためにオファーを断ったブラッド・ピットをはじめ、ラッセル・クロウ、アーノルド・シュワルツェネッガー、トム・クルーズ、シルヴェスター・スタローンなど幅広い俳優にボーン役を打診し、最終的にデイモンを起用することになった。デイモンは、本作がアクションの比重が高いものの、キャラクターとストーリーに焦点を当てていることを理解し、評価していた。彼はスタント・コーディネーターのニック・パウエルとともに、スタント、武器の使用、ボクシング、フィリピンの武術エスクリマなど、3ヶ月にわたる本格的なトレーニングを受けた。最終的に彼は、素手による格闘や、建物の壁を登るシーンなど、この映画のかなりの数のスタントを自分でこなした。

### 撮影
撮影は2000年10月から開始された。撮影開始当初から、スタジオとの問題が製作を遅らせ、監督とユニバーサル・ピクチャーズとの間に亀裂を生じさせた。経営陣は映画のテンポ、アクションの細かさ、そしてスタジオの直接的な関与を疑っているリーマンとの間の関係全般に不満を持っていたからである。開発後半に行われた多くの再撮影と書き直しに加え、スケジュールの問題で、公開は当初の目標日である2001年9月から2002年6月にずれ込み、当初予算6千万ドルに対して800万ドルもオーバーしてしまった。脚本のトニー・ギルロイは、撮影期間中、ほぼずっと脚本の部分的な書き換えをファックスしてきていた。ギルロイの元の脚本について特に争点となったのは、映画のラスト近くの農家のシーンであった。リーマンとマット・デイモンは、スタジオが主張した第3幕の書き換えでこのシーンが一旦削除された後、それを残すために争った。リーマンとデイモンは、このシーンは地味ではあるが、観客がボーンというキャラクターと映画の中心的テーマを理解するために不可欠なものだと主張した。その結果、農家のシークエンスはオリジナルの姿から何度も書き直されて採用された。
他の問題としては、スタジオがコスト削減のためにパリのシーンをモントリオールかプラハで代用しようとしたこと、リーマンがフランス語を話す撮影スタッフにこだわったこと、パリのシーンの結末について試写の反応が悪かったことなどが挙げられる。後者の問題に対しては、パリのストーリーをよりアクション重視の新しい結末にするため、再度ロケに出る必要が生じた。撮影はパリのほか、プラハ、インペリア、ローマ、ミコノス、チューリッヒで行われ、チューリッヒのいくつかのシーンはプラハでも撮影された。デイモンは、彼とリーマンがスタジオと抱えた初期の対立を引き合いに出して、製作が苦労の連続だったと述べたが、極端に困難ではなかったとし、「製作が悪夢だったという話を聞くと、どれほど『悪夢』なのかと思ってしまうが、撮影は常に困難なものだし、我々はそれを完成させたんだ。」と述べている。
リーマンの監督手法は、しばしば実践的であった。自分自身と素材と俳優の間に、より親密な関係を築きたいと考え、自らカメラを操作することも少なくなかった。モニターに映し出される映像をただ見ているだけでは、この関係は失われると考えたのだ。これは、小規模なインディーズ映画製作者としての経歴から培われた考え方であった。
カーチェイスのシーンは、アレクサンダー・ウィットが率いるセカンド・ユニットが中心となって撮影し、高い評価を得た。リーマンがパリの別の場所で本編を撮影している間、このユニットはパリ周辺のさまざまな場所で撮影を行った。完成した映像は最終的に編集されて一連のアクションであるかのように見えるが、「パリを本当に知っている人なら誰でも矛盾に気づくだろう」とリーマンは述べた。リーマンが自分で撮影したカーチェイスシーンは数カットだけで、その中で際立つのは車中のデイモンとポテンテのカットである。
領事館のシーンは2001年に撮影され、本物のアメリカ海兵隊保安警護隊が領事館の警備役を演じた。

## 作品の評価

### 映画批評家によるレビュー
Rotten Tomatoesでは、192のレビューに基づいて84％の支持率、7/10の平均スコアを得ており、「ボーン・アイデンティティーは、ジャンルの定石と予想外のウィットを巧みに融合させたアクションスリラーであり、さらにその上を行く作品です。」としている。Metacriticは、38人の批評家に基づいて100点満点中68点の加重平均スコアとしており、「一般的に好評」を示している。 CinemaScoreで投票した観客は、A+からFの間で平均「A-」を与えた。
シカゴ・サンタイムズ紙のロジャー・エバートは、この映画に4つ星のうち3つを与え、本作の「スパイ能力」と「デイモンの集中力と誠実さ」に観客を引き込む能力を賞賛し、この映画は「不必要だが、未熟ではない」と結論づけた。 Film Freak Centralのウォルター・チャウは、この映画のテンポとアクションシーンを賞賛し、「運動的で、公平で、知的で、すべての結末は緊張を生み出すのに重要な一瞬の沈黙とパッケージされている」と述べ、この映画はこのジャンルに対する巧みな挑戦として理解できると述べている。Salon.comのチャールズ・テイラーは、この映画を「娯楽的でハンサムで手に汗握る、『ボーン・アイデンティティー』は夏の大作映画の中では異例のものだ。スリラーに頭脳と感情があり、スペクタクルよりもストーリーとキャラクターに忠実だ」と賞賛し、リーマンがこの映画に「シニカルさや絶望」に陥ることのない「強靱な精神性」を与えている、と評価している。
Slant Magazineのエド・ゴンザレスもリーマンの「素材への抑制されたアプローチ」とマット・デイモンとフランカ・ポテンテの強い相性を指摘したが、最終的にこの映画は「スマートだが、十分ではない」と結論付けた。ヴィレッジ・ヴォイスのJ・ホバーマンは、この映画を「平凡」であり、リーマンのこれまでのインディーズ作品と比較すると期待はずれだと断じた。オーウェン・グライバーマンも、この映画を「リーマンのしなやかな手持ち演出ではごまかしきれないうっとうしさ」と批判した。 DVDTalkのアーロン・バイエルは、映画の中心であるカーチェスを特に称賛し、このジャンルでは最高のアクションハイライトと評した。
本作は、一部の作家によってネオ・ノワール映画と評されている。

### 受賞歴
- ASCAPアワード Top Box Office Films（2003）受賞
- サターンアクション/アドベンチャー/スリラー映画賞（2003）ノミネート
- American Choreography Awards （2003）受賞
- ゴールデンリール賞（2003）ノミネート
- トーラス賞（2003）受賞

## 備考
- 原作小説は1988年にもテレビのミニシリーズ『スナイパー/狙撃者』（The Bourne Identity）[27] として映像化されている。監督はロジャー・ヤングで、リチャード・チェンバレンがジェイソン・ボーンを演じた。1990年にテレビ朝日の日曜洋画劇場で『スナイパー/地獄の暗殺者』の題でも放送され、VHS・DVD題は『狙撃者/ボーン・アイデンティティ』である。続編はない。
- 題名であり主人公の名前でもある「ボーン」（Bourne）は、「小川」を意味する一般的な姓の一つ。「ジェイソン」（Jason）もギリシャ神話の英雄が由来のごく一般的な名の一つである。イニシャルはジェームズ・ボンドと同じ「JB」
- 主題歌は3部作全て、モービーの「エクストリーム・ウェイズ」を採用している。3作目は新録された「アルティメイタム・ヴァージョン」となっている。
- 本作をベースに『Robert Ludlum's The Bourne Conspiracy』というタイトルのゲームが製作され、北米でXbox 360とプレイステーション3で発売された。日本でも発売される予定だったが、諸事情により発売中止となっている。

## 続編
2004年に続編の『ボーン・スプレマシー』が公開された。